# Palladio di Galazia
Palladio di Galazia (363 o 364 – anni 420) è stato un monaco, vescovo e agiografo, discepolo di Giovanni Crisostomo.

## Biografia
Divenne monaco nel 386 o poco dopo; nel 388 si recò ad Alessandria d'Egitto, nel 390 a Nitria e l'anno seguente in una parte del deserto egiziano noto come Cellia per la moltitudine di celle monastiche e qui spese i successivi nove anni, prima con Macario e poi con Evagrio. Si recò poi in Palestina, in cerca di un clima più fresco per la sua salute peggiorata.
Nel 400 fu consacrato vescovo di Elenopoli in Bitinia e fu presto coinvolto nelle controversie su Giovanni Crisostomo. Nel 405 era a Roma, dove si era recato per intercedere in favore di Giovanni, ma l'anno successivo fu esiliato a Siene e nella Tebaide. Nel 412-413 rientrò in possesso della sua carica, dopo un soggiorno presso i monaci del Monte degli Ulivi.
Nel 419-420 scrisse la Storia lausiaca, che compose per Lauso, praepositus sacri cubiculi alla corte di Teodosio II. Fu anche autore, con tutta probabilità, del Dialogo sulla vita di Crisostomo. Di incerta attribuzione è invece il Περὶ τῶν τῆς Ἰνδίας ἐθνῶν καὶ τῶν βραγμάνων (De Gentibus Indiae et Bragmanibus), tradizionalmente attribuito allo Pseudo-Palladio. Morì nel decennio successivo.